# 红旗街道 (茂名市)
红旗街道，是中华人民共和国广东省茂名市茂南区下辖的一个乡镇级行政单位。

## 行政区划
红旗街道下辖以下地区：
建设社区、龙山社区、滨河社区、红旗南社区、新林社区、文冲社区和高山社区。